# Tractobile

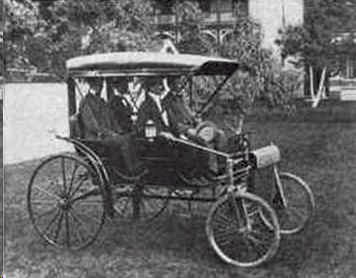
1901 Tractobile Tracto-Surrey (1901)

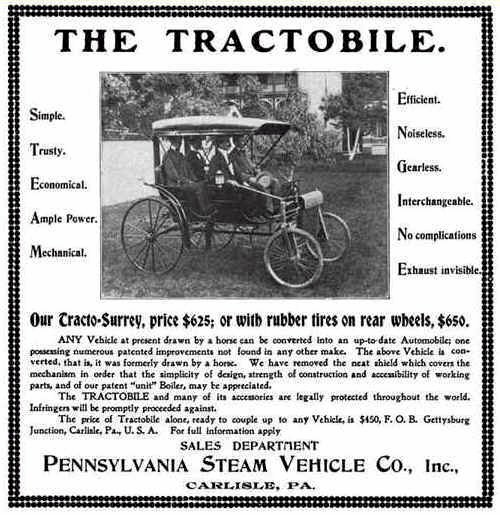
Tractobile-Anzeige von 1903 mit der Illustration von 1901.

Tractobile war eine US-amerikanische Fahrzeugmarke der Pennsylvania Steam Vehicle Company in Carlisle (Pennsylvania). Tractobiles wurden von 1900 bis 1902 gebaut.

## Beschreibung
Zu den Produkten gehörte auch ein Gerät zur nachträglichen Motorisierung von Pferdekutschen, Avant-Train genannt. Der Hersteller, die Pennsylvania Steam Vehicle Company in Carlisle (Pennsylvania), bot zudem komplette Fahrzeuge an, die ebenfalls unter dem Markennamen Tractobile vertrieben wurden. Am Unternehmen war Edward Joel Pennington (1858–1911) beteiligt, der sich mit verschiedenen Projekten den Ruf eines Scharlatans erworben hatte.
Tractobiles wurden von 1900 bis 1902 gebaut. Kein Tractobile ist erhalten geblieben, es scheint aber, dass die wenigen, die gebaut wurden, nicht zuverlässig funktioniert haben. Avant-Trains wurden von anderen Herstellern, vor allem im Nutzfahrzeug- und Feuerwehrbereich, durchaus erfolgreich verwendet. Einer der größten dieser Hersteller in den USA war American LaFrance.
Das Tractobile bestand aus einem Gestell mit zwei einzeln an Fahrradgabeln angebrachten Fahrradrädern, einer kleinen Dampfmaschine für jedes Rad samt Heizkessel und Zubehör für den Antrieb sowie einer primitiven Lenkvorrichtung, bei der über einen Hebel auf das rechte Vorderrad eingewirkt wurde; dieses war seinerseits mittels einer Spurstange mit dem anderen Rad verbunden. Das Gerät ersetzte die originale Drehschemel-Vorderachse der zu motorisierenden Kutsche.
Der Hersteller warb damit, dass ein „gegenwärtig von Pferden gezogenes Fahrzeug zu einem zeitgemäßen Automobil umgebaut werden kann – mit zahlreichen patentierten Verbesserungen, die sich an keinem anderen Automobil finden.“ Es wurde auch besonders darauf hingewiesen, dass die Maschine das Fahrzeug zöge, nicht schiebe. Es benötige kein Differential und übertrüge seine Kraft „wie eine Lokomotive" auf die Antriebsräder.“
Das Lieferprogramm umfasste:
- Tractobile-Gerät zur Selbstmontage, US$ 450[1]
- Tractobile Stanhope, 2 Sitze, US$ 500[1]
- Tractobile Surrey, 4 Sitze ("Tracto-Surrey"[4]), US$ 625[4]
- Tractobile Depot Wagon, 6 Sitze, US$ 800[2] bis 850[1][1]

Ein Paar Räder mit Gummireifen für die Hinterachse kostete US$ 25 extra.